# كأس الفلبين للسلام 2014
مثل كأس الاتحاد الفلبيني لكرة القدم للسلام 2014 النسخة الثالثة من المسابقة، وهي منافسة كرة قدم دولية نظمها الاتحاد الفلبيني لكرة القدم للاحتفال بشهر السلام في البلاد عن طريق كرة القدم. وقد عقدت في ملعب ريزال التذكاري في مانيلا، وكان من المقرر أصلاً عقدها في الفترة من 3–9 سبتمبر 2014. ثم تم تعديل موعدها إلى الفترة من 3–6 سبتمبر بسبب تغيير في نظامها.

## المشاركون
ذكر ماريانو أرانيتا، رئيس الاتحاد الفلبيني لكرة القدم، أن الفرق التي يجري التركيز عليها في البداية هي تايبيه الصينية، وميانمار، وفلسطين، وفيتنام. وكان من المقرر أن يعلن الاتحاد الفلبيني لكرة القدم القائمة النهائية للفرق المدعوة في أغسطس، أي بعد اليوم التالي لقرعة كأس اتحاد آسيان لكرة القدم سوزوكي 2014 في هانوي، فيتنام. وفي القرعة، حيث كان مدرب الفلبين توماس دولي حاضراً، كشف أن فلسطين وميانمار وفيتنام هم المدعوون للمسابقة. غير أن فيتنام لن تشارك إلا إذا لم تكن قد وضعت مع الفلبين في كأس سوزوكي. بيد أن فيتنام وضعت مع الفلبين، ولذلك سيكون من الضروري دعوة فريق آخر. في 7 أغسطس، أكد الاتحاد الفلبيني لكرة القدم مشاركة ميانمار وفلسطين وكذلك تايبيه الصينية التي حلت محل فيتنام.

## المكان
| مانيلا              | مانيلا                                               |
| ------------------- | ---------------------------------------------------- |
| ملعب ريزال التذكاري | ملعب ريزال التذكاريكأس الفلبين للسلام 2014 (الفلبين) |
| السعة: 12,500       | ملعب ريزال التذكاريكأس الفلبين للسلام 2014 (الفلبين) |
|                     | ملعب ريزال التذكاريكأس الفلبين للسلام 2014 (الفلبين) |

## المباريات
كانت البطولة ستكون في الأصل في شكل مسابقة دورة روبن واحدة مع تواريخ المباريات في 3 و6 و9 سبتمبر. غير أن الاتحاد الفلبيني لكرة القدم تلقى مشورة من الاتحاد الدولي لكرة القدم في 28 أغسطس يبلغه فيها بالقواعد الجديدة «مباراتين لكل نافذة دولية». ولذلك، قام الاتحاد الفلبيني لكرة القدم بتعديل النظام لتخصيص ما لا يزيد عن مباراتين.

### نصف النهائي
| ميانمار                                                              | 4–1   | فلسطين     |
| -------------------------------------------------------------------- | ----- | ---------- |
| كياو زايار وين 26'، 49' · تين وين أونغ 38' · ناندا لين كياو تشيت 71' | تقرير | وريدات 87' |

| الفلبين                                                                 | 5–1   | تايبيه الصينية |
| ----------------------------------------------------------------------- | ----- | -------------- |
| غير 25' · جـ. يونغهازبند 37' · تشين يي-وي 65' (ه.ذ.) · هارتمان 74'، 88' | تقرير | ين هو-شين 80'  |

### مباراة المركز الثالث
| فلسطين                                                                    | 7–3 (ب.و.إ.) | تايبيه الصينية                                            |
| ------------------------------------------------------------------------- | ------------ | --------------------------------------------------------- |
| ميراليس 5' · وريدات 9'، 107'، 112'، 117' · أبو حبيب 90+2' · البهداري 109' | تقرير        | وو باي-هو 53' (ركلة.) · ين هو-شين 76' · لين تشانغ-لون 87' |

### النهائي
| الفلبين                               | 2–3 (ب.و.إ.) | ميانمار                                             |
| ------------------------------------- | ------------ | --------------------------------------------------- |
| ساتو 50' · فـ. يونغهازبند 71' (ركلة.) | تقرير        | كياو كو كو 8' · مين مين تو 90+2' · سوي مين أوو 103' |

## الفائز
| بطل كأس الفلبين للسلام 2014 |
| --------------------------- |
| · ميانمار · للمرة الأولى    |

## الهدافون
5 أهداف
- أحمد ماهر وريدات

هدفان
- ين هو-شين
- كياو زايار وين
- مارك هارتمان

هدف
- لين تشانغ-لون
- وو باي-هو
- كياو كو كو
- مين مين تو
- ناندا لين كياو تشيت
- سوي مين أوو
- تين وين أونغ
- عبد الحميد أبو حبيب
- عبد اللطيف البهداري
- خافيير كوهيني ميراليس
- روب غير
- دايسوكي ساتو
- جيمس يونغهازبند
- فيل يونغهازبند

هدف ذاتي
- تشين وي-يي (لعب ضد الفلبين)